# Bakonyi István (irodalmár)
Bakonyi István (eredeti neve: Kovács István, 1976-1978 között: B. Kovács István) (Székesfehérvár, 1952. július 30. –) magyar irodalomtörténész, író, kritikus, főiskolai tanár.

## Élete
Szülei: Kovács István és Kovács Zsófia voltak. Gyermekkorát a Fejér megyei Bodajkon töltötte, ott tanult az általános iskolában 1958-1966 között. A székesfehérvári Teleki Blanka Gimnáziumban, angol tagozaton érettségizett 1970-ben. 1976-ban szerzett magyar–angol szakos diplomát a Pécsi Tanárképző Főiskolán, többek között Bécsy Tamás tanítványaként. Középiskolai magyar szakos diplomáját az ELTE-n szerezte meg 1980-ban. Bölcsészdoktori disszertáció: 1984.
1976-1983 között a székesfehérvári II. Rákóczi Ferenc Általános Iskola pedagógusa volt. 1983-1992 között a Jáky József Szakközépiskola oktatójaként dolgozott.1992 és 1995 között a Kodály Zoltán 12 Évfolyamos Ének-Zenei Iskolában tanított. 1990-2003 között volt az Árgus főszerkesztő-helyettese. 1995-től 2010-ig volt a Vörösmarty Társaság elnöke. 1995-től a Kodolányi János Főiskola adjunktusa, docense, majd főiskolai tanára. 2015 februárjától nyugdíjas. Félállásban tanít a székesfehérvári Gorsium Művészeti Szakközépiskolában. (Újabban az iskola neve: Gorsium Művészeti Szakgimnázium.) PhD-jét 2004-ben a Miskolci Egyetemen védte meg. Dolgozott a Fehérvár TV-ben és a Vörösmarty Rádióban. Interjúi hangoztak el a Kossuth Rádió Névjegy című műsorában. Jelenleg a Csoóri Sándor Társaság elnöke.

## Munkássága
Irodalmi tárgyú írásai a Jelenkor 1976/9. száma óta jelennek meg irodalmi folyóiratokban, előbb B. Kovács István, majd Bakonyi István néven. Korábban fő vizsgálódási területe Németh László munkássága volt, később kismonográfiát írt Tamás Menyhértről, Bella Istvánról, Sobor Antalról, Takács Imréről, Pék Pálról, Petrőczi Éváról, Péntek Imréről, Petőcz Andrásról, Bence Lajosról.

## Magánélete
Négy gyermek (Eszter, Péter, Gergely, Dávid) édesapja, mindannyian előző házasságában születtek. Második felesége Tóth Ilona.

## Művei
- A lélek tápanyagai (tanulmányok Németh Lászlóról, társszerkesztő, társszerző, 1987)
- Bokros János: A hetedik napon (szerkesztő, 1989)
- Elidegenedés és társadalmi cselekvés (Németh Lászlóról, 1990)
- Keszei István: Átkelés (szerkesztette Keszei Ágnessel, 1990)
- A székesfehérvári Jáky József Műszaki Szakközépiskola 1950-1990 (szerkesztette, 1990)
- A folytatás reménye (tanulmány, 1991)
- Az író rejtettebb birtokán. Írások Németh Lászlóról (szerkesztette, 1992)
- Kérdések a korhoz (tanulmány, 1993)
- Tamás Menyhért (kismonográfia, 1994)
- Nemzedékek kézfogása (tanulmány, 1997)
- Ember az ezredfordulón (1999)
- Bella István (kismonográfia, 2001)
- Az ige őrzői (2001)
- Nap-lom. Fehérvári krónika, 1996–2000 (2002)
- Az igazmondás igénye (2002)
- Sobor Antal (kismonográfia, 2003)
- Vendégeim voltak I-III. (2003-2005)
- Titokkereső irodalom (2006)
- Takács Imre (kismonográfia, 2006)
- A dolgok arca (kismonográfia Pék Pálról, 2007)
- (H)arcok és művek (2008)
- Mesterek és tanítványok (2008)
- Nap-lom II. (2009)
- Mesterek és tanítványok II (2010)
- Szavukban szülőföldünk, otthonunk (2010)
- Írók, költők, bolygópályák (2011)
- Serfőző Simon (kismonográfia), Antológia Kiadó, 2012
- "Hogy elfogadjanak..." Petrőczi Éva költői pályája. Fekete Sas, 2013
- Irodalom az új évezredben (2014)
- Nap-lom III. (2015)
- Irodalmunk színei. Tanulmányok, recenziók, interjúk; Hungarovox, Bp., 2016
- A mikrofontól a keresztig. Boka, vagyis Bokányi Zsolt története Archiválva 2017. április 27-i dátummal a Wayback Machine-ben (2017)
- Péntek Imre költői útja (kismonográfia), Coldwell Kiadó, 2018
- Bodajk. Szóban és képekben (szerkesztő, 2018)
- Petőcz András újabb korszaka (kismonográfia), Coldwell Kiadó, 2019
- Arányok és erények. Hungarovox, 2019
- Nap-lom IV. (2019, Vörösmarty Társaság)
- Írók, költők nyomában. Várucca Műhely Könyvek, 2020
- Romantika Vörösmarty Mihály néhány drámájában. Hungarovox, 2021
- Arcképvázlat Bence Lajosról. Magyar Napló, 2022
- Vers és élet. Hungarovox, 2022
- Mozaikok. Fekete Sas Kiadó, 2022
- Esszenciák. AB ART Kiadó, 2023
- Áradó versbeszéd. Vázlatok Balázs F. Attila irodalmi munkásságáról. Irodalmi Jelen Könyvek, 2024
- Egy tudós költő. Írások Petrőczi Éváról. AJ TÉKA, 2025.
- Összhangok. Gáspár Ferenc prózai művei. Hungarovox, 2025.
- Serfőző Simon. Második, bővített kiadás. Antológia, 2025.

## Díjai
- Móricz Zsigmond-ösztöndíj (1986)
- Lánczos-Szekfű ösztöndíj (többször is)
- Fejér megyei Prima különdíj
- Penna Regia-díj
- Vörösmarty-díj
- József Attila-díj (2015)[3]
- Bodajk Város díszpolgára (2015)
- Bertha Bulcsu emlékdíj (2017)
- Jósika Miklós díj (2018)
- Toldy Ferenc-díj (2020)
- A Magyar Kultúra Lovagja (2024)
- Pro Civitate (Székesfehérvár, 2024)